# The Woods (альбом)
The Woods — седьмой студийный альбом американской альтернативной рок-группы Sleater-Kinney. Он был выпущен 24 мая 2005 года на лейбле Sub Pop. The Woods был спродюсирован Дэйвом Фридманом и записан в конце 2004 года. Альбом получил широкое признание критиков.

## Релиз
The Woods был выпущен 24 мая 2005 года на лейбле Sub Pop, став первым релизом группы на этом лейбле. Две песни с альбома, «Entertain» и «Jumpers», были выпущены в качестве синглов 10 мая 2005 года и 12 сентября 2005 года соответственно. Альбом достиг 80 места в чарте Billboard Top 200 и 2 места в чарте Independent Albums. По данным Nielsen SoundScan на октябрь 2005 года, The Woods был продан тиражом 59 000 копий в США. По данным на февраль 2015 года, The Woods был продан тиражом 94 000 копий.

## Композиция
В музыкальном плане это «дымящийся [и] размашистый» хард-рок и нойз-поп.

## Отзывы
| Совокупная оценка    | Совокупная оценка           |
| Источник             | Оценка                      |
| -------------------- | --------------------------- |
| Metacritic           | 88/100                      |
| Оценки критиков      |                             |
| Источник             | Оценка                      |
| AllMusic             | [ 12 ]                      |
| Blender              | [ 13 ]                      |
| Entertainment Weekly | A−                          |
| The Guardian         | [ 15 ]                      |
| Mojo                 | [ 16 ]                      |
| NME                  | 8/10                        |
| Pitchfork            | 9.0/10 (2005) 9.4/10 (2014) |
| Rolling Stone        | [ 20 ]                      |
| Uncut                | [ 21 ]                      |
| The Village Voice    | A                           |

The Woods получил широкое признание критиков. Кайл Райан, написавший для The A.V. Club, описал альбом как «квази-психоделический, классически звучащий рок-эпик», а Кит Харрис из The Village Voice высоко оценил вокал Корин Такер. Менее позитивно оценил альбом Q', поставив ему две звезды из пяти, сочтя его «разочаровывающим» по сравнению с их ранними работами.
The Woods занял четвёртое место в рейтинге критиков The Village Voice за 2005 год. Pitchfork поместил его под номером 127 в списке «200 лучших альбомов 2000-х». Аналогично, Rolling Stone поместил The Woods на 72 место в списке «100 лучших альбомов 2000-х», а Tiny Mix Tapes поместил его на 89 место в списке «100 любимых альбомов 2000-х».
В январе 2025 года альбом включён в список лучших альбомов первой четверти XXI века (номер 64 в списке The 250 Greatest Albums of the 21st Century So Far).

## Список композиций
Все треки написаны Sleater-Kinney (Корин Такер, Джанет Вайсс и Кэрри Браунстин).
| №   | Название               | Длительность |
| --- | ---------------------- | ------------ |
| 1.  | «The Fox»              | 3:25         |
| 2.  | «Wilderness»           | 3:40         |
| 3.  | «What's Mine Is Yours» | 4:58         |
| 4.  | «Jumpers»              | 4:24         |
| 5.  | «Modern Girl»          | 3:01         |
| 6.  | «Entertain»            | 4:55         |
| 7.  | «Rollercoaster»        | 4:55         |
| 8.  | «Steep Air»            | 4:04         |
| 9.  | «Let's Call It Love»   | 11:01        |
| 10. | «Night Light»          | 3:40         |